# Groppello di Mocasina
Groppello di Mocasina (auch: Mocasina) ist eine Rotweinsorte. Sie ist eine autochthone Sorte aus dem Norden Italiens. Ihr Anbau ist in der Provinz Brescia in der Region Lombardei empfohlen. In den 1990er Jahren wurden 47 Hektar bestockter Rebfläche erhoben. 
Neben dem Groppello di Mocasina gibt es noch die Rebsorten Groppello Bianco, Groppello di Santo Stefano und Groppello Gentile.